# Cavalier King Charles spaniel

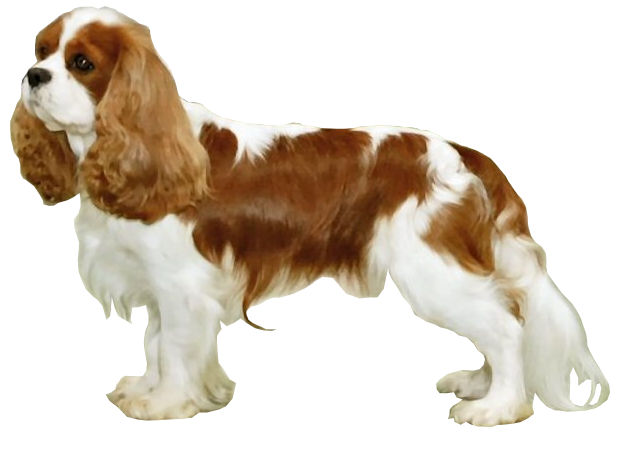

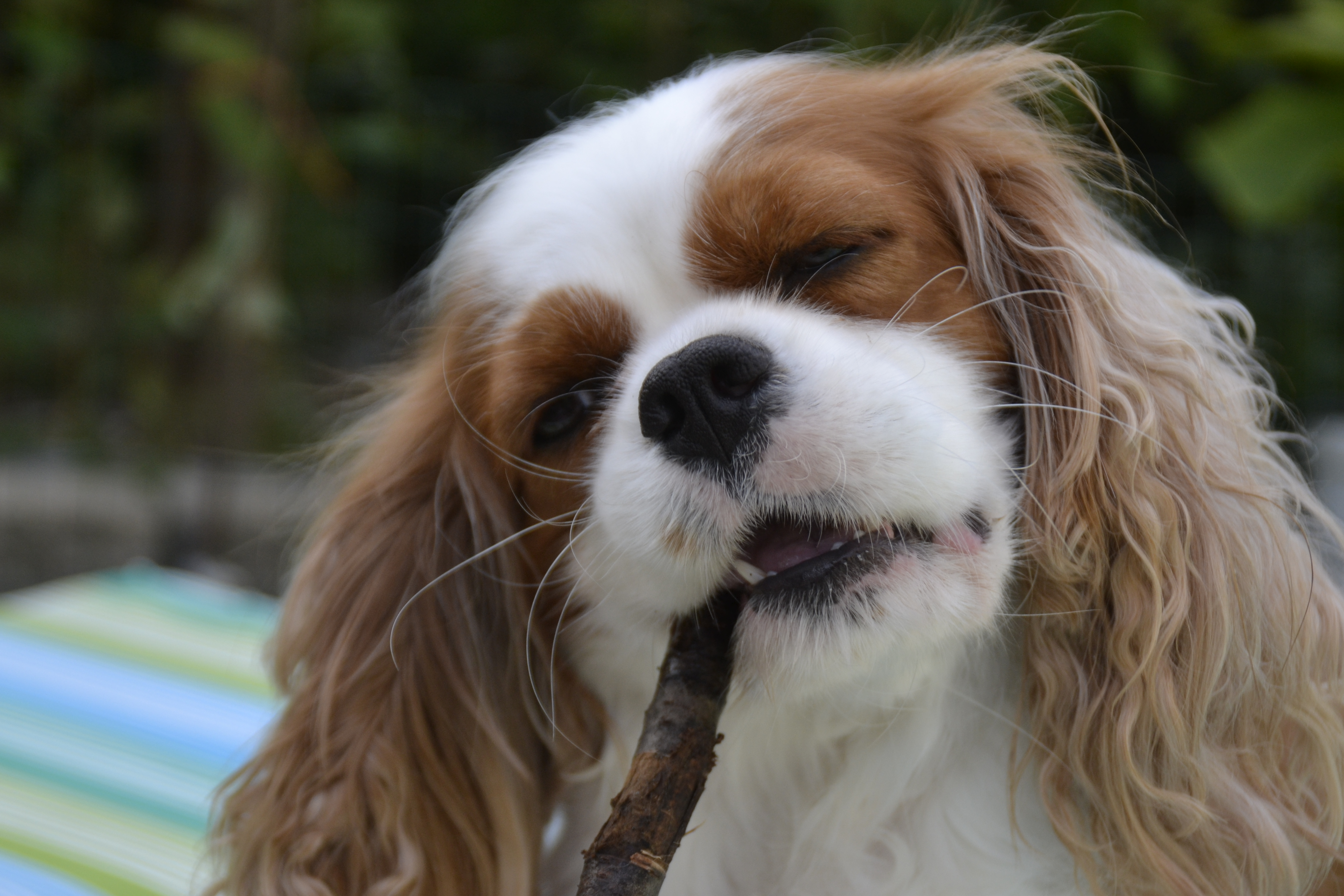

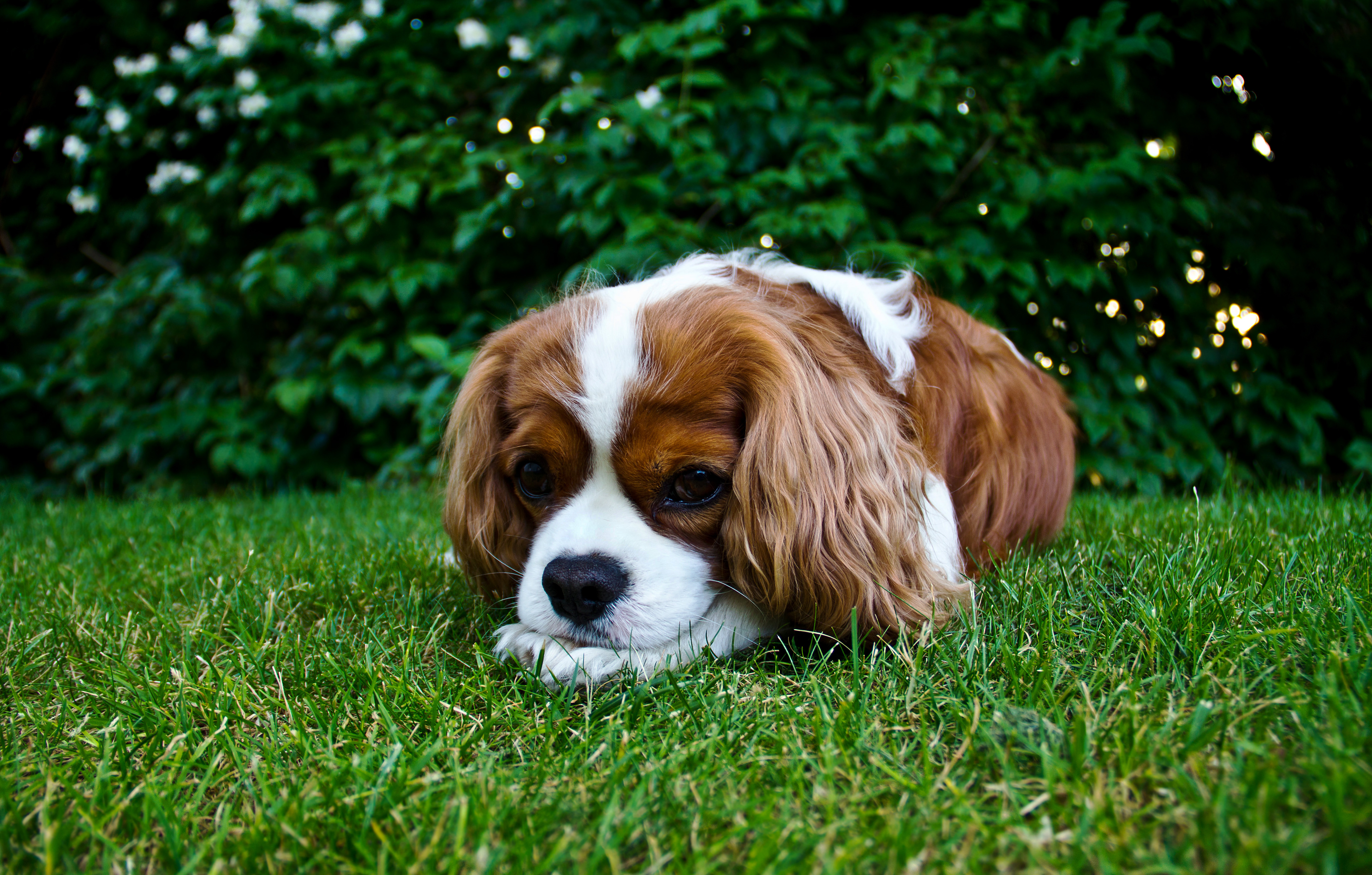

Il Cavalier king Charles spaniel è una razza di cani di piccola taglia. È uno spaniel con un manto setoso di lunghezza media, solitamente lievemente curvato, e lunghe orecchie. La razza è stata creata nel XX secolo, nonostante abbia origine dal King Charles spaniel esistente già nel Settecento.

## Storia

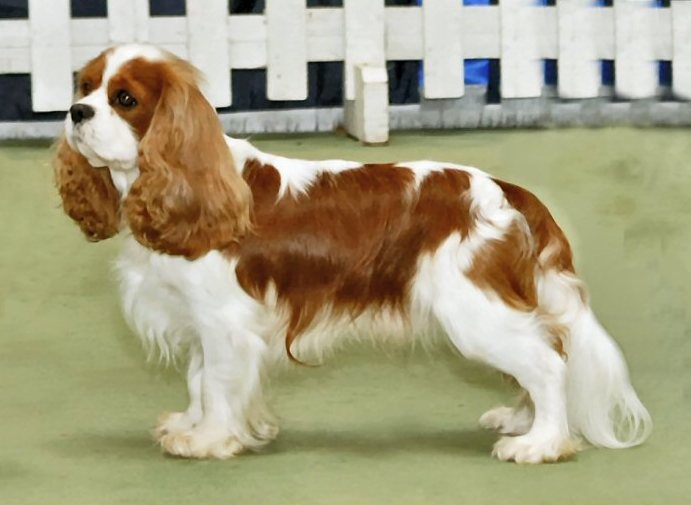
Un esemplare Blenheim

Per molti secoli razze di spaniel di taglia piccola sono state popolari in Inghilterra. Nell'XI secolo, durante il regno di re Canuto, era illegale cacciare con qualunque cane che non potesse passare da un buco di 11 pollici di diametro. Come conseguenza, la nascita del Toy spaniel in Inghilterra. Qualche secolo dopo i Toy spaniel sono diventati popolari come razza da compagnia, specialmente della famiglia reale. Infatti, il Cavalier king Charles spaniel è stato così chiamato perché uno spaniel di tipo Blenheim, di nome rogue, era il cane di compagnia di re Carlo I che lo accompagnò per tutta la guerra civile e venne poi esibito come simbolo della sua sconfitta dopo essere stato con lui fino all'ultimo.
Si dice che il re Carlo II abbia promulgato un editto che impediva di proibire l'ingresso ai Cavalier king Charles spaniel nei luoghi pubblici, parlamento incluso; non ve ne è però alcuna prova.
Gli spaniel si vedono in molti dipinti del XVI, XVII e XVIII secoli, opere di artisti come Van Dyck (I tre figli maggiori di Carlo I ed Henrietta Maria, 1637), Nicolas de Largilliere (La bella di Strasburgo, 1703), Nicholas Maes (Ritratto di signora, 1677). Questi spaniel avevano il muso più lungo e appuntito ed un corpo più longilineo rispetto a quelli di oggi. Anche Maria Stuarda di Scozia nel 1568 fu imprigionata in Inghilterra insieme al suo Cavalier bianco e nero. Secondo la leggenda, quando la regina venne decapitata nel 1587, il cagnolino fu ritrovato tra le sue gonne e dovette essere strappato a forza dal corpo inerme della padrona. Morì due giorni dopo, forse per il dolore.

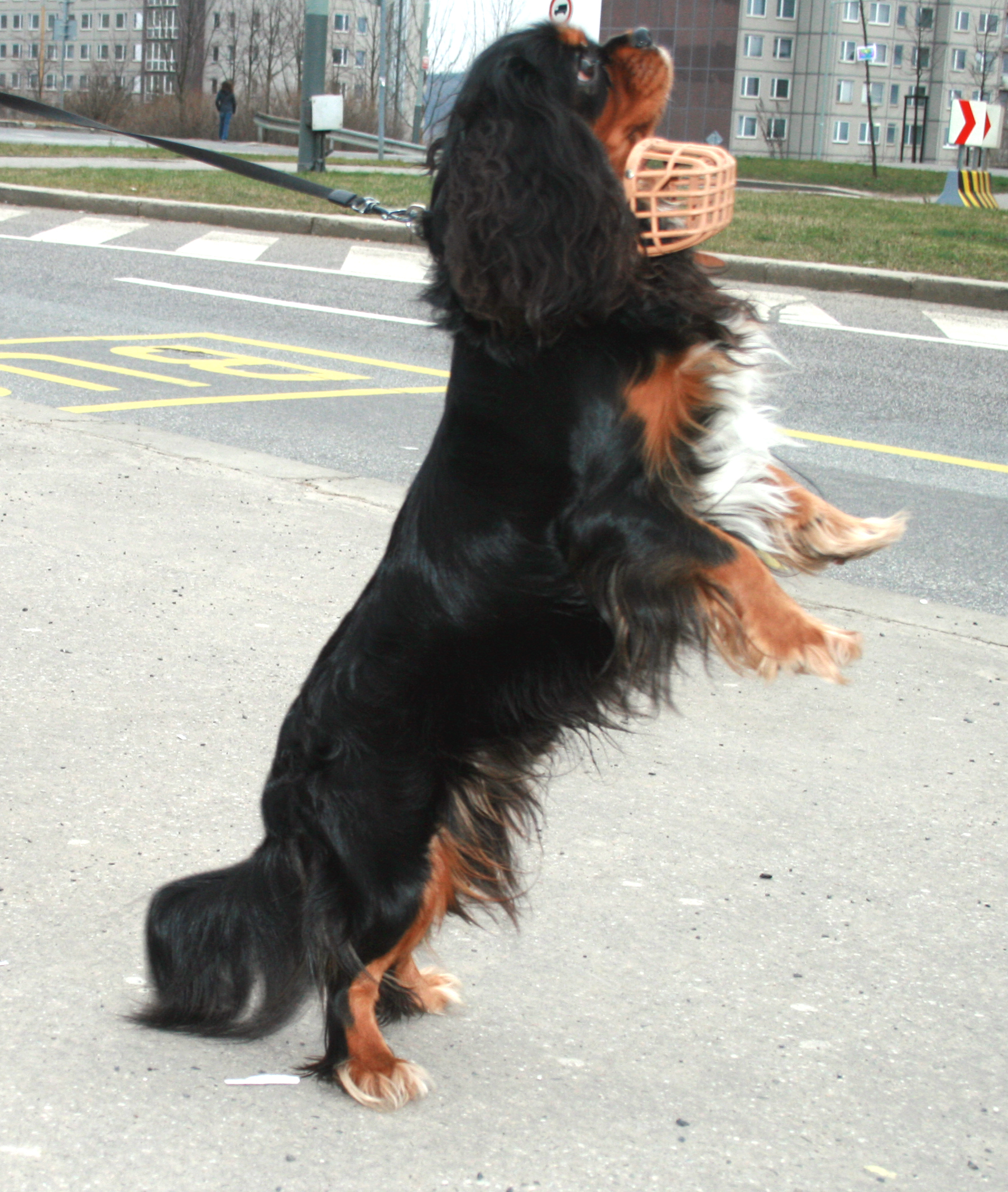
Un esemplare Black and Tan

Col tempo, ai toy spaniel in fatto di popolarità sono subentrati i cani di discendenza asiatica, come i carlini. Il Cavalier king Charles spaniel è stato incrociato con questi cani, e il risultato è il King Charles spaniel di oggi, col muso più corto e schiacciato.
Negli anni '20 l'americano Roswell Eldrige offrì 25 sterline come premio per ogni Cavalier king Charles spaniel "del vecchio tipo" col naso lungo e una macchia nel mezzo della testa, detta "il bacio di Buddha" o "Blenheim spot," o "kissing spot". Quindi, la razza è stata sviluppata selezionando un gruppo di spaniel. Il risultato è stato un cane che somiglia al cucciolo del futuro re Carlo II d'Inghilterra, da cui deriva il nome della razza.
Cani di questo tipo erano già presenti ai tempi di Elisabetta I, assai apprezzati anche ai tempi di Carlo I, nella prima metà del Seicento. Erano il prodotto dell'incrocio tra gli spaniel giapponesi e gli spaniel inglesi. Successivamente questi ultimi vennero a loro volta accoppiati con “Èpagneul” continentali, che erano già presenti alla corte di Enrico IV in Francia. Gli spaniel che portano il nome di “Cavalier”, cioè dei nobili fedeli a Carlo II, appartengono proprio a questo periodo. Erano infatti i prediletti di Carlo II che dedicava loro la maggior parte del suo tempo libero. Le caratteristiche dell'odierno Cavalier king Charles spaniel vennero fissate dall'allevatore Elridge a partire dal 1920. Lo standard di razza fu redatto nel 1928. La razza attualmente è abbastanza diffusa, ben allevata anche in Italia.

## Caratteristiche

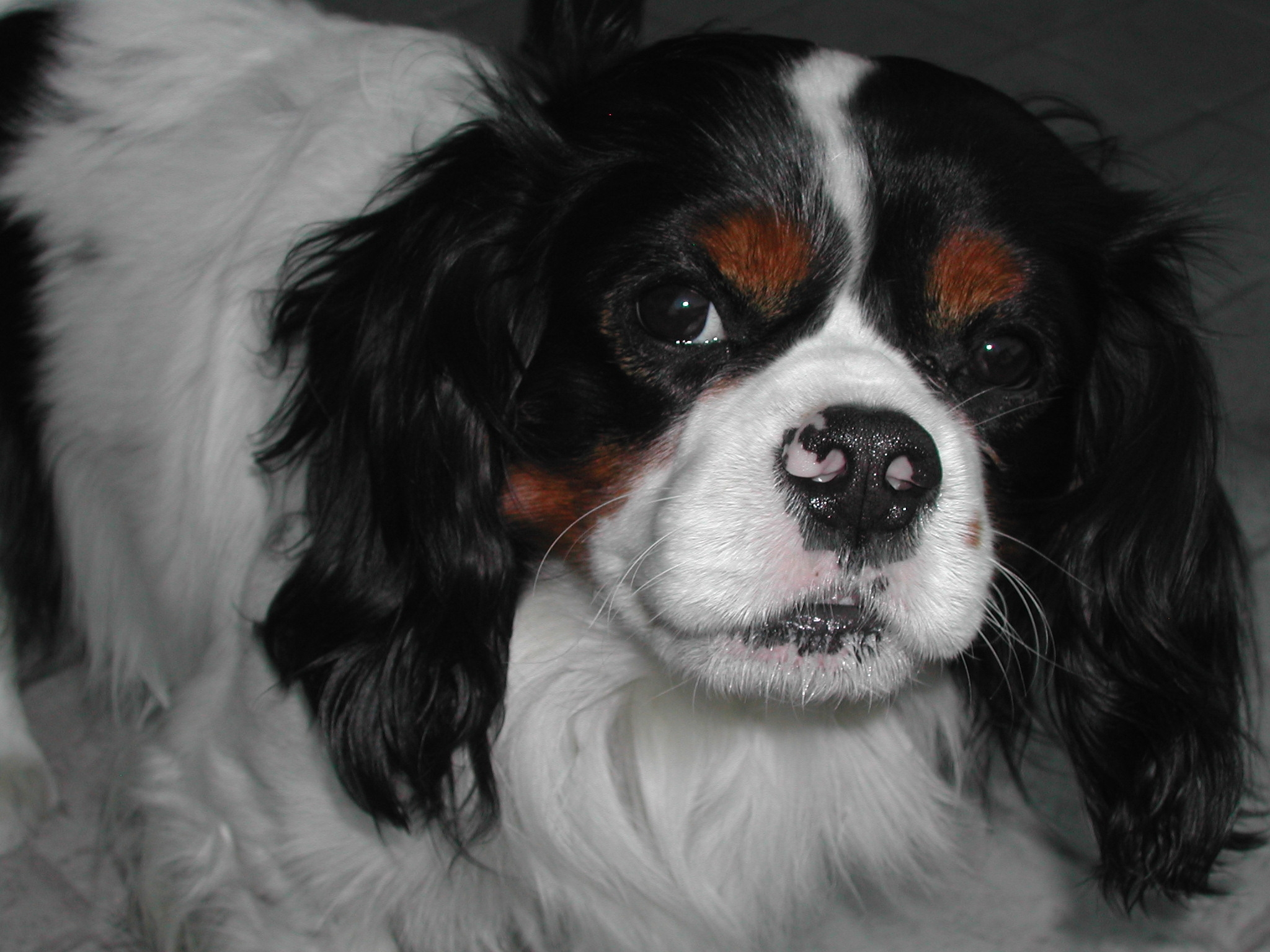
Un esemplare Tricolore

- Testa: fronte quasi piatta e muso allungato in avanti
- Occhi: grandi e rotondi
- Collo: robusto e leggermente arcuato
- Orecchie: lunghe e cascanti a pelo lungo
- Corporatura: piccola e armoniosa con un'andatura elegante
- Zampe: ricoperte da un pelo compatto
- Coda: molto vaporosa, attaccatura alta; mai deve essere portata sopra la linea dorsale
- Altezza ideale alla spalla: 43 cm (maschi) 40,5 cm (femmine). Lo standard FCI non prevede altezze, solo il peso: tra i 5,4 e gli 8 kg
- Colori:
  - Blenheim Secondo una leggenda Sarah, moglie del duca di Marlborough, mentre quest'ultimo era impegnato nella battaglia di Blenheim in Baviera, era rimasta in Inghilterra in compagnia della sua Cavalier king Charles spaniel. La cagnetta rossa e bianca era incinta. La duchessa in ansia per le notizie dal fronte accarezzava spesso con il pollice la testa dell'animale. Alla nascita i cinque cuccioli avevano una particolare caratteristica: una macchiolina rossa sulla fronte, simile all'impronta del pollice (detto spot). Questo segno ancora oggi viene chiamato Blenheim ed è molto apprezzato dagli allevatori.
  - Tricolor
  - Black and tan (o nero focato)
  - Ruby

## Carattere
Il Cavalier king è un cane di indole docile e ubbidiente, per nulla aggressivo, molto affettuoso. Essendo un cane piccolo, è adatto per i bambini. Solitamente non crea problemi con altri cani, gatti o animali di qualunque tipo, ed è molto giocherellone.
Si adatta alla vita da appartamento, anche se è impegnativo perché non ama stare fermo. Occorre pertanto prendere vari giocattoli per non farlo annoiare. Tende ad ingrassare se lasciato mangiare più del necessario, ma ama correre, quindi va portato fuori spesso per fare moto. 
Generalmente abbaia molto poco, ma dipende dal carattere del singolo cane.

## Salute e cure

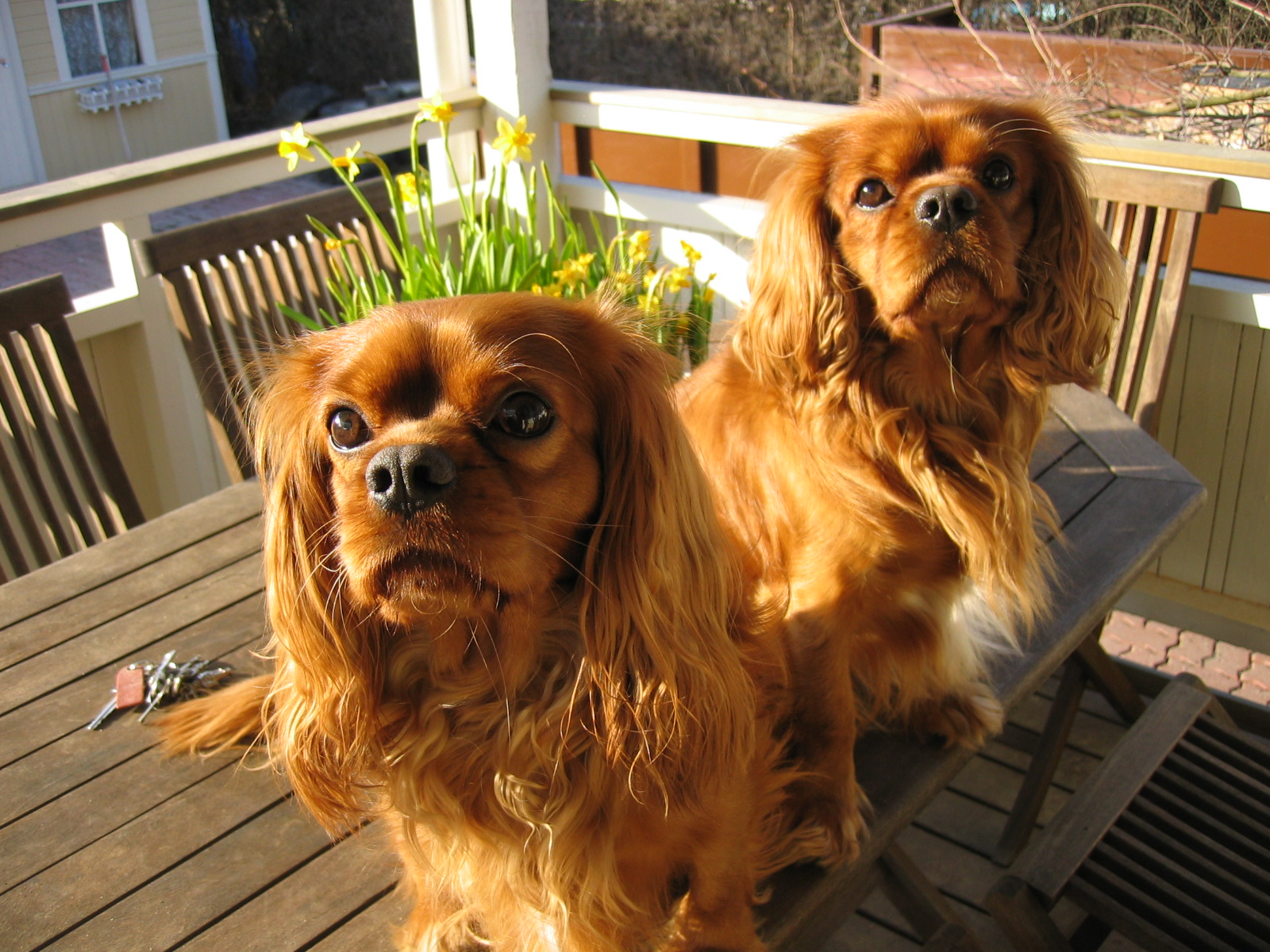
Una coppia di Ruby

Il problema di salute più grande di questa razza è la siringomielia. Il cranio non è sufficientemente ampio, per cui la base del cervello protrude attraverso il foramen magnum dentro il canale della colonna vertebrale, bloccando il flusso del fluido cerebrospinale e causando paralisi in alcuni esemplari. Inoltre, il 20% soffre di valvulite mitralica, dovuta alla progressiva degenerazione della valvola mitrale dopo il primo anno di vita. 
I Cavalier possono soffrire di malattie della vista come le cataratte, molto frequenti anche in cani molto giovani. Anche le orecchie sono delicate, vanno pulite e controllate regolarmente; attenzione in particolare ai fastidiosissimi forasacchi.
Un altro problema è l'obesità. Si tratta quindi di una razza piuttosto delicata, che ha bisogno di molte cure mediche e di considerevole impegno da parte del proprietario.
Per mantenere il pelo lucido e setoso è bene spazzolarlo una volta al giorno con una spazzola di setole o con un pettine a rastrello, così risulterà libero dai nodi e dalla polvere. Il pelo non va tosato ma pulito e spuntato regolarmente, in particolare quello delle zampe e delle orecchie. I nodi non sono da tagliare: possono essere districati dopo aver applicato per qualche minuto un po' di balsamo specifico per cani. 

## Cavalier nella letteratura e nel cinema
- George, il Cavalier protagonista del libro La mia vita con George di Judith Summers.
- Elizabeth Taylor, cane di Charlotte York in Sex and the City.
- Sweet Polly Purebred, doppiato da Amy Adams, dal film del 2007 Underdog - Storia di un vero supereroe.
- Daisy, Cavalier king tricolore protagonista del film Il Dottor Dolittle 4.
- “The Other Woman” (2014) In questo film con Cameron Diaz, Leslie Mann e Kate Upton, compare un Cavalier King Charles Spaniel chiamato “Puggy”, il cane di uno dei personaggi principali. Puggy diventa un compagno fedele in una storia piena di vendette e colpi di scena.
- “Paddington” (2014)  Anche se il protagonista è il famoso orsetto, nel film si vede spesso un Cavalier King Charles Spaniel che vive nella stessa strada di Paddington. La presenza del cane sottolinea l’atmosfera familiare e accogliente del quartiere in cui vive l’orsetto.

## Cavalier king Charles spaniel e pet therapy
Alcuni esemplari di questi cuccioli sono stati inseriti nella cosiddetta pet therapy che prevede il coinvolgimento  di animali domestici per aiutare le persone con difficoltà emotive ad intraprendere la via del recupero. Grazie alla loro indole dolce, docile ed obbediente vengono impegnati nelle terapie assistite con animali (AAT) con ottimi risultati.